# 莫城
莫城（法語：Meaux，法語發音：[mo] ⓘ），法国中北部城市，法兰西岛大区塞纳-马恩省的一个市镇，同时也是该省的一个副省会，下辖莫城区，其市镇面积为14.98平方公里，2022年1月1日时人口数量为56,659人，是该省人口最多的城市，超过了省会默伦，在所有法国城市中排名第106位。
莫城位于塞纳-马恩省北部，马恩河畔，距离巴黎市中心约50公里，巴黎－斯特拉斯堡铁路由此通过，因当地所产的布里奶酪而闻名。莫城历史悠久，高卢时期即已形成城镇，一战期间为第一次马恩河战役的主要战场之一，现代则是一个区域性的经济、文化、科教中心及交通枢纽，通过区域铁路而成为巴黎东部的一个远郊卫星城。

## 地名来源

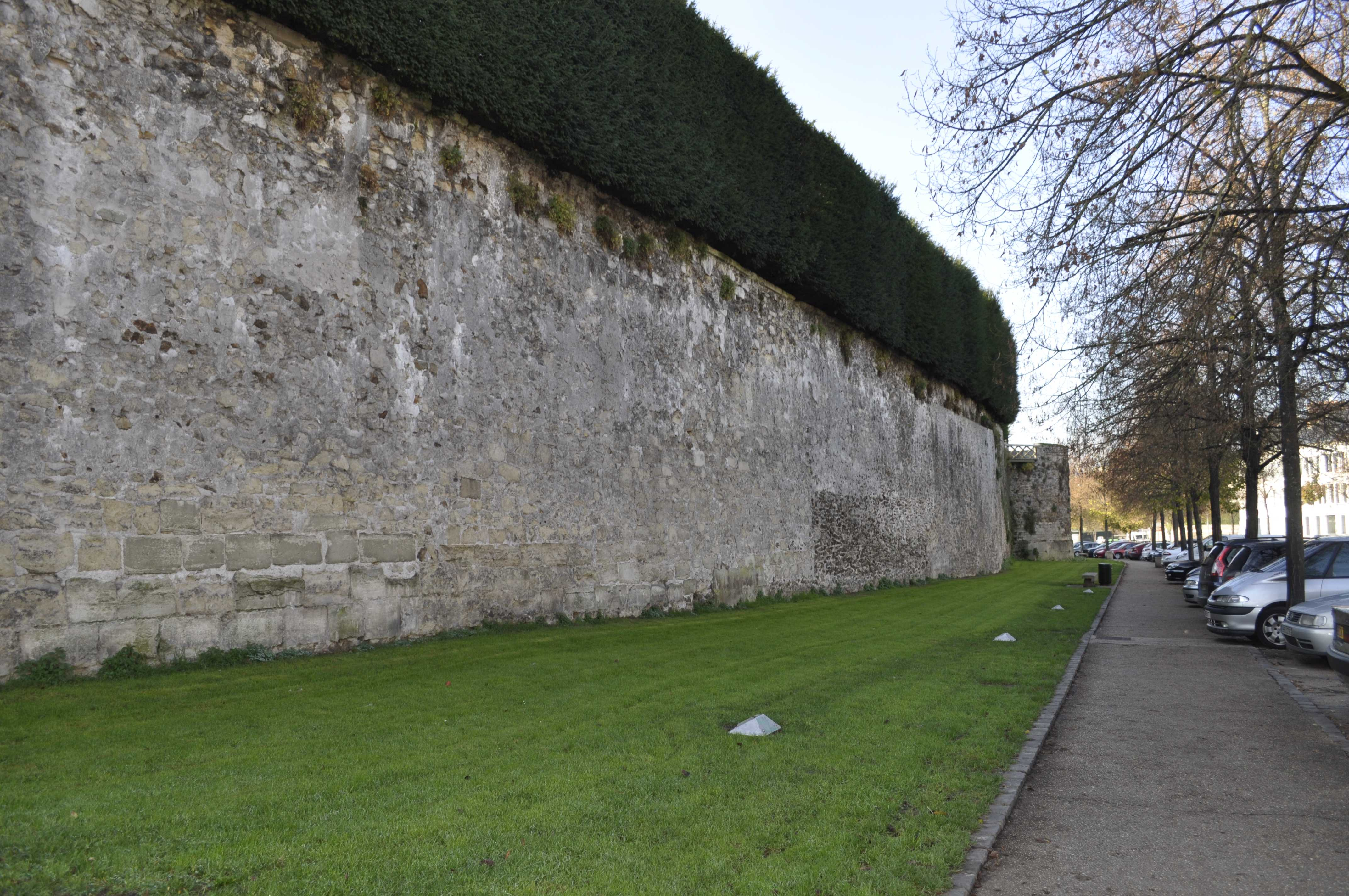
亚蒂努姆城墙遗址

“莫城”一名来源于凯尔特人的一支——梅尔迪人，其首府亚蒂努姆即现代莫城的前身。
“莫城”的法语原名并不含“城市”之意，故“莫城”在某些汉语文献中又被直接译为“莫”。

## 历史

1800年的莫城地图

莫城历史悠久，高卢时期为梅尔迪人的活动中心，其在马恩河的一处曲流附近定都，被称为亚蒂努姆，成为莫城的前身。罗马人入侵后，两条大道（巴黎－沙隆和布洛涅－特鲁瓦）在此交汇，莫城成为一个重要的商业集镇。公元3世纪，桑坦成为莫城教區的首位主教。486年，克洛维一世占领了莫城，并将其纳入法兰克王国。中世纪中期，莫城成为香槟伯国的统治范围，一座罗马式的大教堂于1083年建成。1284年，香槟公主胡安娜一世与法兰西国王腓力四世联姻，莫城成为法兰西皇室领土。英法百年战争期间，莫城曾被亨利五世烧毁。法国宗教战争时期，大批新教徒驻扎于莫城，1572年8月，圣巴多罗买大屠杀波及莫城，超过600名新教徒被杀害，马恩河上的磨坊也被烧毁。法国大革命后，莫城成为塞纳-马恩省的一个地区行署，后成为副省会。乌尔克运河从莫城西侧经过，于1825年凿通；莫城与巴黎之间的铁路于1849年建成，拿破仑三世曾亲自参加开通典礼，该铁路后成为巴黎－斯特拉斯堡铁路的一部分。第一次世界大战期间，莫城曾为第一次马恩河战役的主要战场之一。二战后，莫城境内兴建了大批集中式居民区，城市逐渐向东扩张，并随着法兰西岛区域铁路P线的开通而成为巴黎东部的一个卫星城。

## 地理

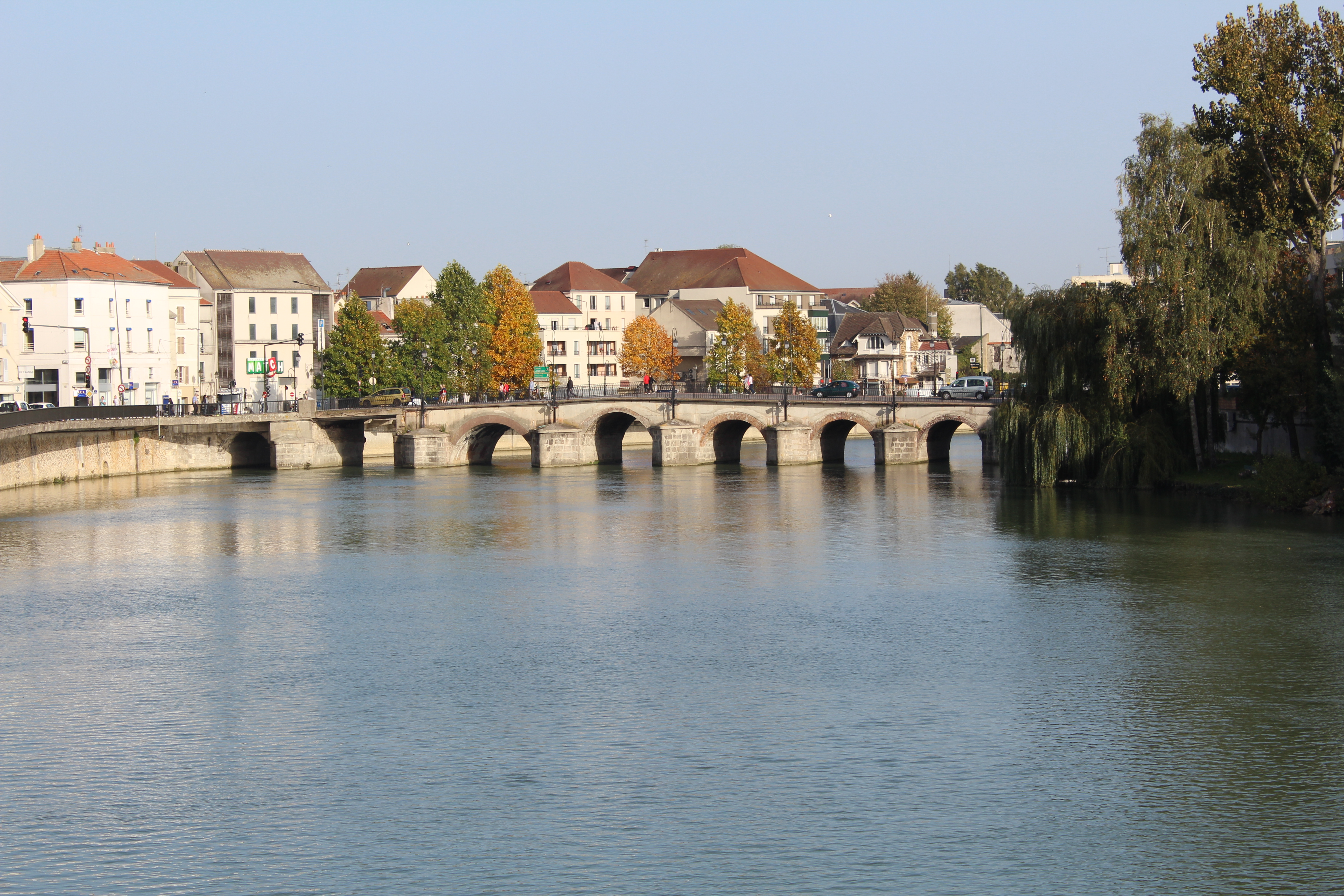
流经莫城的马恩河

莫城位于法国中北部，法兰西岛大区东北部和塞纳-马恩省北部，距离省会默伦大约56公里，距离首府巴黎市中心大约55公里（公路里程），其所属的地区被称为“布里”。与莫城接壤的市镇包括：楠特伊莱莫、绍科南-讷夫蒙捷、潘西、特里尔波、维勒努瓦、尚布里、克雷日莱莫、菲布莱讷、马勒伊莱莫。

### 地形
莫城位于巴黎盆地东部，境内地势平坦，部分区域略有起伏，全境海拔在39到107米之间。

### 水文
马恩河自东向西流经境内，主城区位于该河一处“n”字形的曲流两侧，曲流南段建有人工水道，使得莫城南部成为了一座人工河心岛。该河是塞纳河的右岸支流，后者为法国五大河流之一。

### 气候
莫城在柯本气候分类法中属于温带海洋性气候。
距离莫城最近的气象站位于维勒努瓦境内，以下为该气象站的数据（其中日照数据取自勒布尔歇）：
| 维勒努瓦1981年－2019年 | 维勒努瓦1981年－2019年 | 维勒努瓦1981年－2019年 | 维勒努瓦1981年－2019年 | 维勒努瓦1981年－2019年 | 维勒努瓦1981年－2019年 | 维勒努瓦1981年－2019年 | 维勒努瓦1981年－2019年 | 维勒努瓦1981年－2019年 | 维勒努瓦1981年－2019年 | 维勒努瓦1981年－2019年 | 维勒努瓦1981年－2019年 | 维勒努瓦1981年－2019年 | 维勒努瓦1981年－2019年 |
| 月份                   | 1月                    | 2月                    | 3月                    | 4月                    | 5月                    | 6月                    | 7月                    | 8月                    | 9月                    | 10月                   | 11月                   | 12月                   | 全年                   |
| ---------------------- | ---------------------- | ---------------------- | ---------------------- | ---------------------- | ---------------------- | ---------------------- | ---------------------- | ---------------------- | ---------------------- | ---------------------- | ---------------------- | ---------------------- | ---------------------- |
| 历史最高温 °C（°F）    | 16.7 (62.1)            | 18.1 (64.6)            | 23.5 (74.3)            | 29.1 (84.4)            | 32 (90)                | 36.4 (97.5)            | 38.3 (100.9)           | 40.1 (104.2)           | 32.8 (91.0)            | 28.6 (83.5)            | 22.8 (73.0)            | 18 (64)                | 40.1 (104.2)           |
| 平均高温 °C（°F）      | 6.9 (44.4)             | 8.5 (47.3)             | 12.3 (54.1)            | 16.2 (61.2)            | 19.9 (67.8)            | 23.5 (74.3)            | 25.3 (77.5)            | 25.2 (77.4)            | 21.6 (70.9)            | 16.6 (61.9)            | 10.4 (50.7)            | 6.8 (44.2)             | 16.1 (61.0)            |
| 日均气温 °C（°F）      | 4.2 (39.6)             | 5.2 (41.4)             | 7.9 (46.2)             | 11 (52)                | 14.7 (58.5)            | 17.7 (63.9)            | 19.6 (67.3)            | 19.4 (66.9)            | 16.2 (61.2)            | 12.5 (54.5)            | 7.4 (45.3)             | 4.3 (39.7)             | 11.7 (53.1)            |
| 平均低温 °C（°F）      | 1.6 (34.9)             | 2 (36)                 | 3.5 (38.3)             | 5.8 (42.4)             | 9.4 (48.9)             | 12 (54)                | 13.8 (56.8)            | 13.5 (56.3)            | 10.9 (51.6)            | 8.4 (47.1)             | 4.4 (39.9)             | 1.8 (35.2)             | 7.3 (45.1)             |
| 历史最低温 °C（°F）    | −14.2 (6.4)            | −11.5 (11.3)           | −9.6 (14.7)            | −4.8 (23.4)            | 0.2 (32.4)             | 2.4 (36.3)             | 6.8 (44.2)             | 5.9 (42.6)             | 1.8 (35.2)             | −2.7 (27.1)            | −10.4 (13.3)           | −8.9 (16.0)            | −14.2 (6.4)            |
| 平均降水量 mm（）      | 53.1 (2.09)            | 55.4 (2.18)            | 58.1 (2.29)            | 50.8 (2.00)            | 60.7 (2.39)            | 51.6 (2.03)            | 73.5 (2.89)            | 74.8 (2.94)            | 52.9 (2.08)            | 63.7 (2.51)            | 60.6 (2.39)            | 69.5 (2.74)            | 724.7 (28.53)          |
| 月均日照時數           | 62                     | 75.1                   | 125                    | 165.8                  | 193.3                  | 206.9                  | 215.7                  | 206.2                  | 160.2                  | 111.2                  | 65.1                   | 50.8                   | 1,637.3                |
| 来源：infoclimat.fr    |                        |                        |                        |                        |                        |                        |                        |                        |                        |                        |                        |                        |                        |

## 行政区划
莫城是法国法兰西岛大区塞纳-马恩省的一个市镇，编号为77284，它也是塞纳-马恩省的一个副省会。莫城下辖莫城区，管理莫城县，同时也是莫城地区城市圈公共社区的办公驻地。
莫城市镇被划为10个街区，并实行街区自治制度。
法国国家统计与经济研究所（简称）在进行数据统计时，将莫城及相邻的另外5个市镇设为莫城城市核心区，并将其划为巴黎城市区的一部分。同时，还将莫城市镇分为了23个“块区”（IRIS），以便于统计人口分布情况。

## 交通

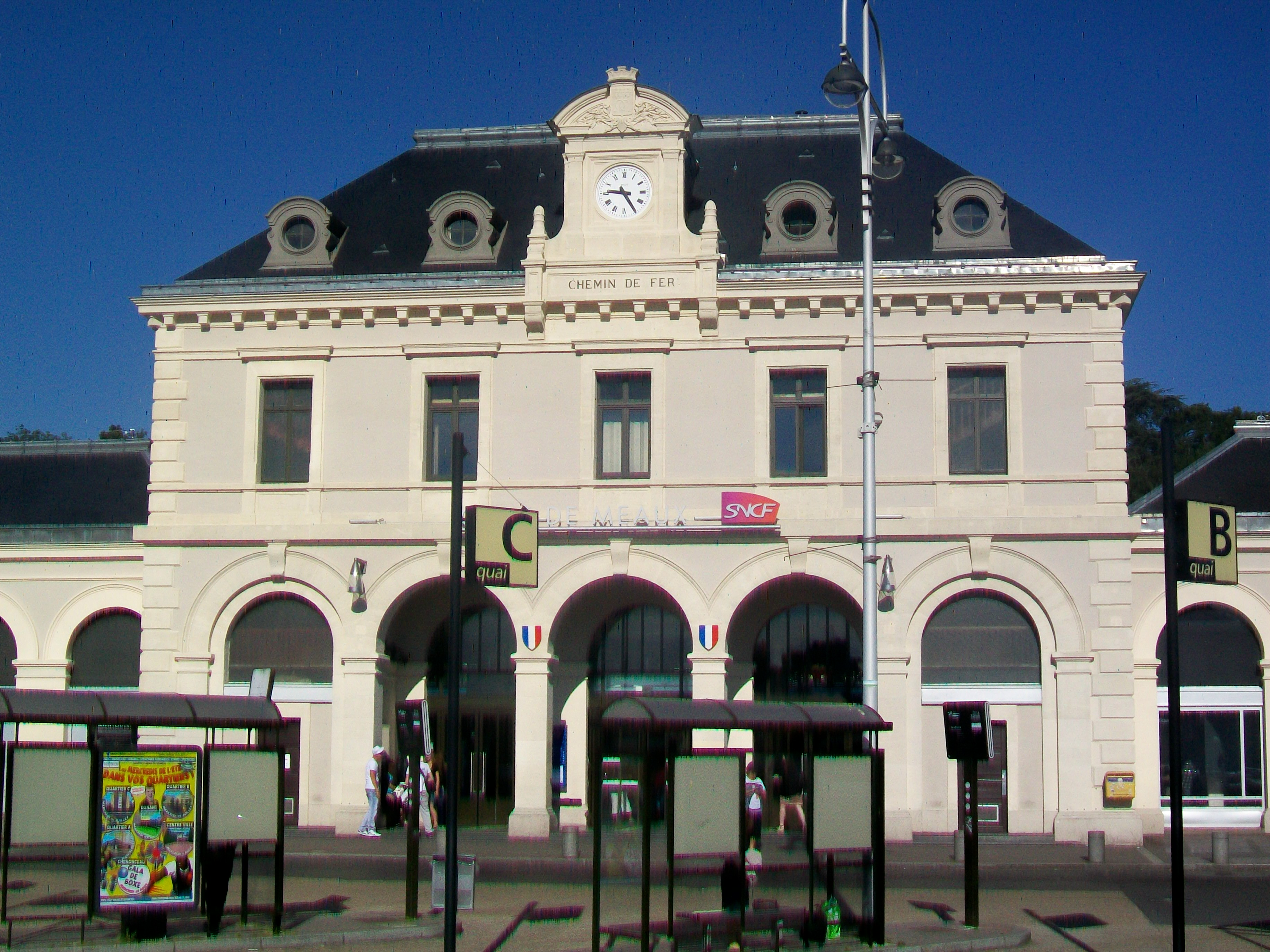
莫城火车站

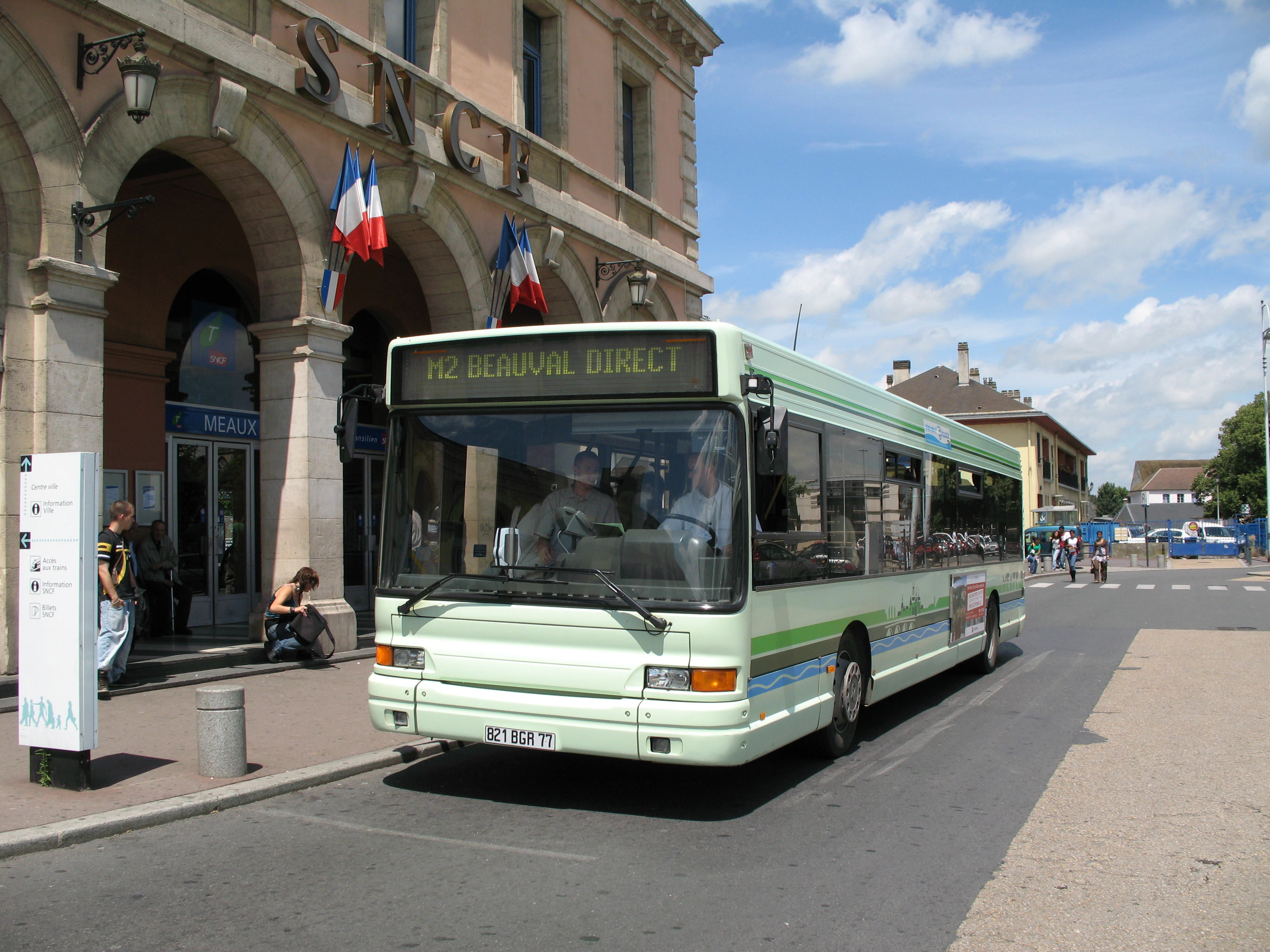
一辆莫城市区公交

### 公路
法国A140高速公路、法国国道N3线以及多条塞纳-马恩省省道在莫城境内交汇。
莫城汽车枢纽站位于莫城火车站前方，塞纳-马恩省城际客运开行由此前往默伦、托尔西、欧洲谷、迪士尼乐园高铁站、戴高乐机场等地的巴士线路。
2016年，64.9%的莫城家庭拥有至少一辆的私人汽车。同年，莫城境内共发生各类交通事故3起，造成4人受伤。

### 铁路
莫城位于巴黎－斯特拉斯堡铁路上，该铁路法兰西岛大区段开行法兰西岛大区铁路P线，莫城站位于市区西部，其前往巴黎的区域列车班次间隔在半小时以内，最短旅行时间为25分钟。

### 航空
距离莫城最近的民用航空站为巴黎戴高乐机场，距离莫城市中心约32公里。

### 城市公共交通
莫城城市公共交通（商业名称为）是当地的区域公共交通系统，路网覆盖了包括莫城在内的塞纳-马恩省北部的数十个市镇，其中莫城市区的公交线路按照拉丁字母编号。

## 政治

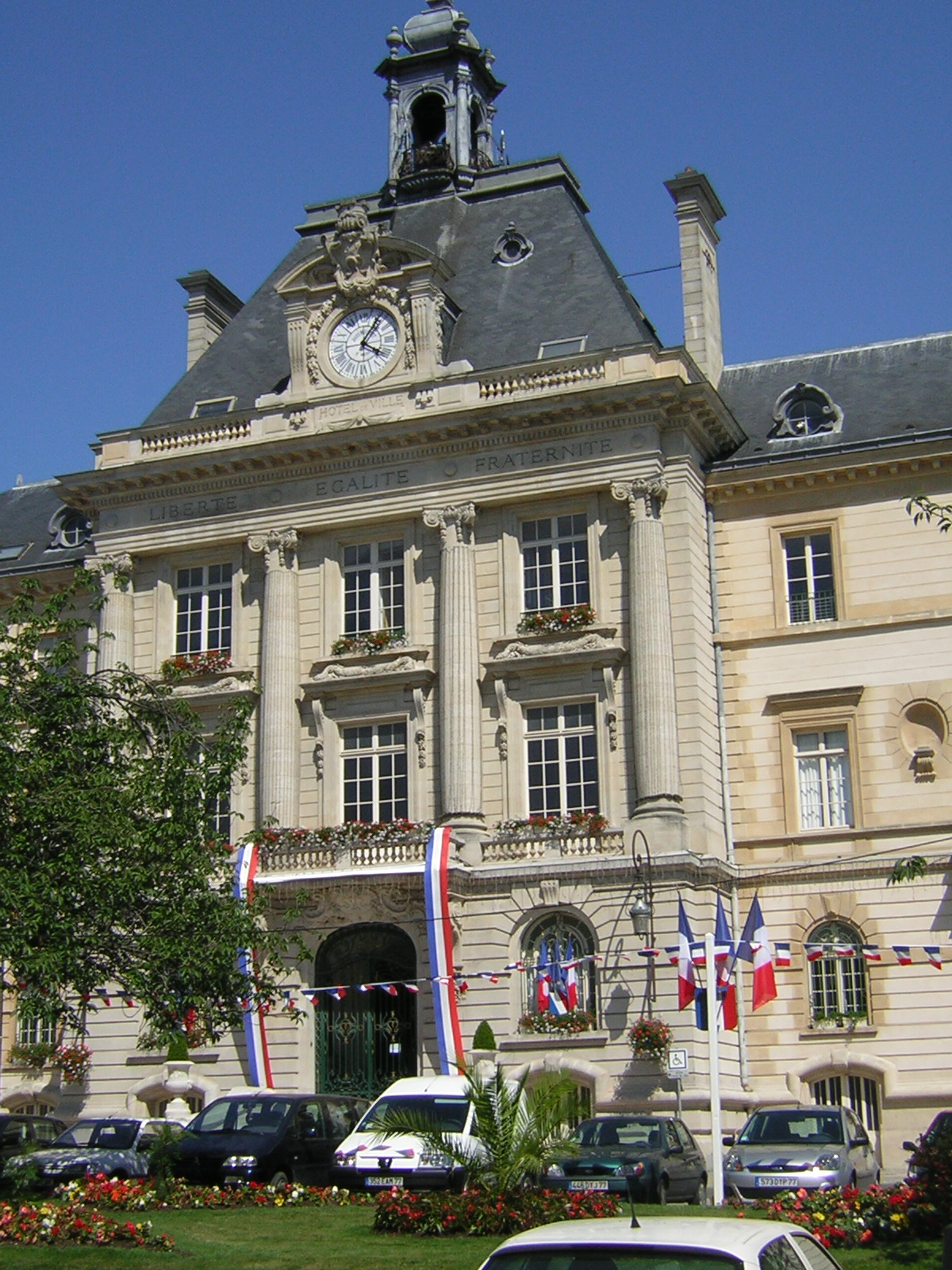
莫城市政厅

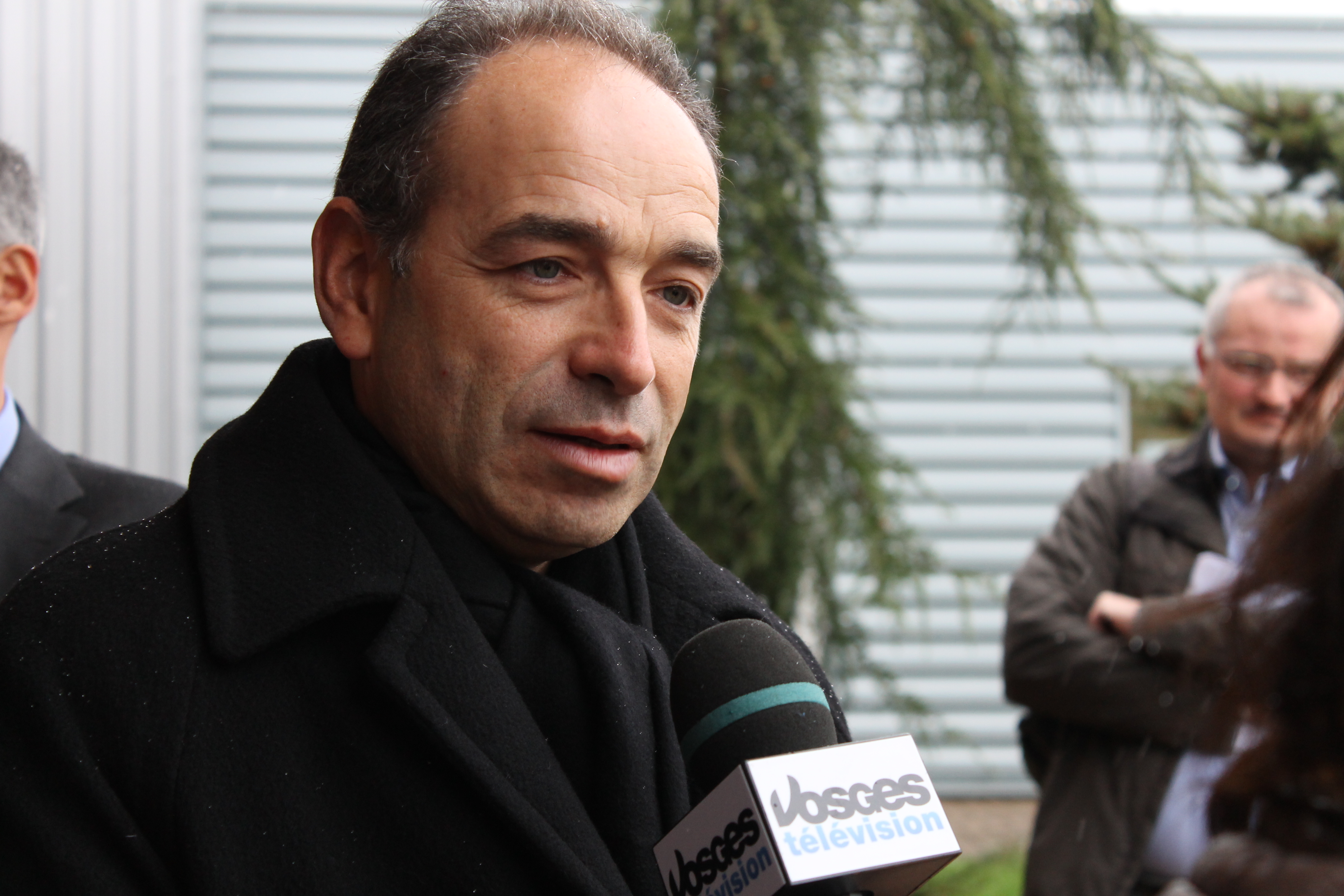
莫城市长让-弗朗索瓦·科佩

莫城的现任市长为让-弗朗索瓦·科佩先生，他是共和党的一名成员，在2014年的市政选举中获得了64.32%的支持率，在2020年的市政选举中则获得了76.35%的支持率。
在2017年的法国总统大选中，法国第25任总统埃马纽埃尔·马克龙在莫城获得了68.11%的支持率。
| 莫城历届市长   |                  |                           |
| 任期           | 市长             | 党派                      |
| 1944年－1959年 | 保罗·巴雷纳      | RAD激进党                 |
| 1959年－1971年 | 让·布万          | RAD激进党                 |
| 1971年－1974年 | 居伊·米约        | UDR共和国保卫联盟         |
| 1974年－1976年 | 皮埃尔·基耶      | UDR共和国保卫联盟         |
| 1976年－1977年 | 让-路易·阿佩尔   | DVD右翼无党派人士         |
| 1977年－1995年 | 让·利翁          | PS社会党                  |
| 1995年－2002年 | 让-弗朗索瓦·科佩 | RPR保衛共和聯盟           |
| 2002年－2005年 | 昂热·安齐亚尼    | UMP人民运动联盟           |
| 2005年－       | 让-弗朗索瓦·科佩 | UMP人民运动联盟 →LR共和黨 |

## 人口
2017年，莫城市镇人口数量为54,991，在法国排名第106位。其中男性26,192人，女性28,139人，75岁及以上人口占4.9%，外籍人口数量为7,816人，人口密度为3,678人/平方公里，当地居民被称为（男性）或（女性）。2018年，莫城境内出生978人，死亡人口341人。
| 年份   | 1936   | 1946   | 1954   | 1962   | 1968   | 1975   | 1982   | 1990   | 1999   | 2006   | 2011   | 2016   | 2017   |
| ------ | ------ | ------ | ------ | ------ | ------ | ------ | ------ | ------ | ------ | ------ | ------ | ------ | ------ |
| 人口數 | 14,429 | 14,223 | 16,767 | 22,251 | 30,167 | 42,243 | 45,005 | 48,305 | 49,421 | 48,842 | 52,225 | 54,331 | 54,991 |

## 经济
莫城是法兰西岛大区内的一个区域性中心城市，当地的经济发展事务由法兰西岛和莫城地区城市圈公共社区共同负责。行政、服务、信息技术、机械制造、食品和环境工程类等是当地主要的就业岗位类型。

## 财政收入
2018年，莫城的财政收入总额为87,932,700欧元，财政支出总额为77,751,800欧元，当年的债务总额为54,519,400欧元。
2014年，莫城的人均收入总额为2,556欧元，其中高职人员为4,054欧元，普通职员为1,884欧元。
2016年，莫城境内的青壮年（15至64岁）失业率为16%，当地39.6%的家庭拥有纳税资格。

## 社会事务

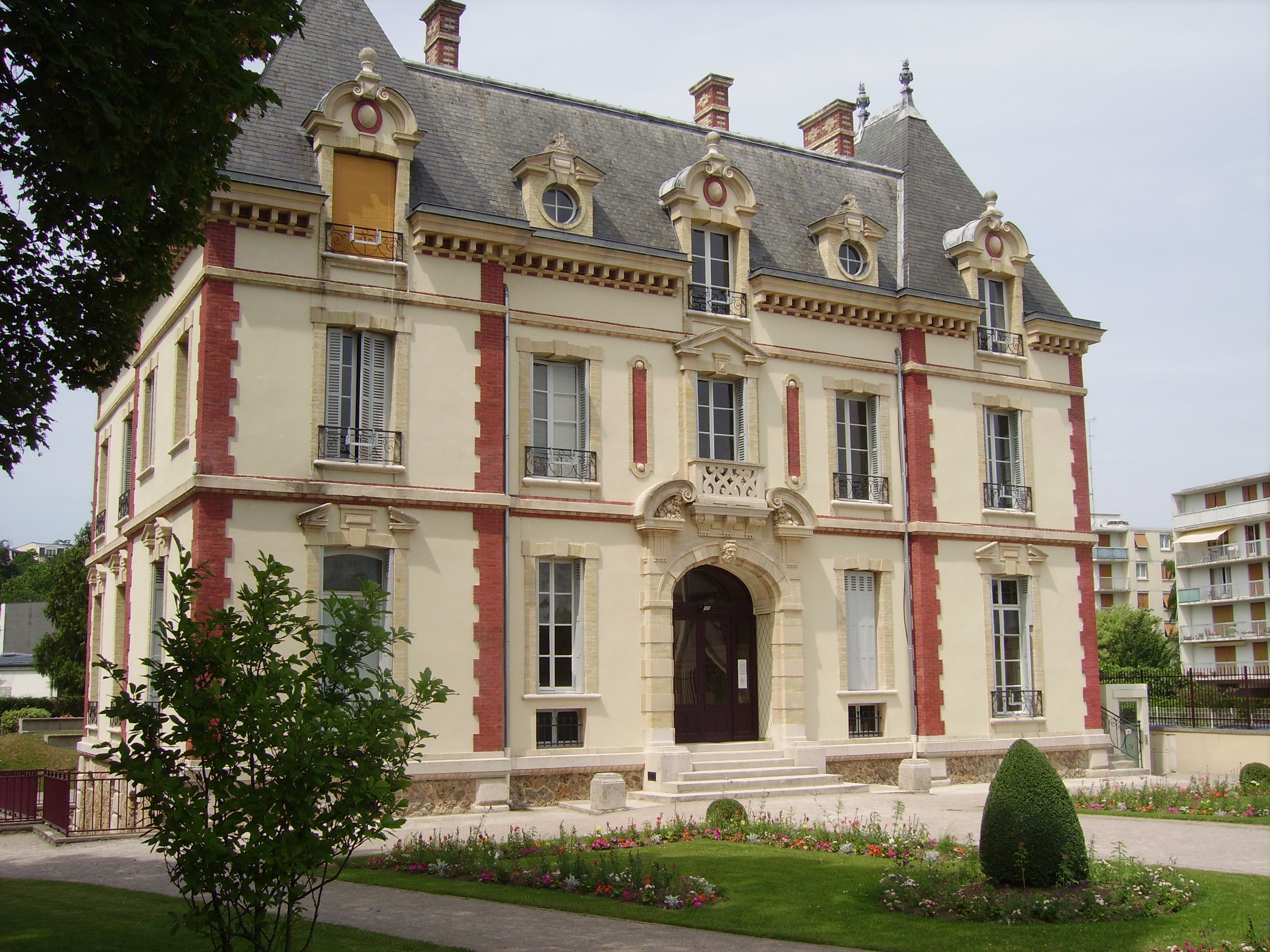
莫城音乐学院

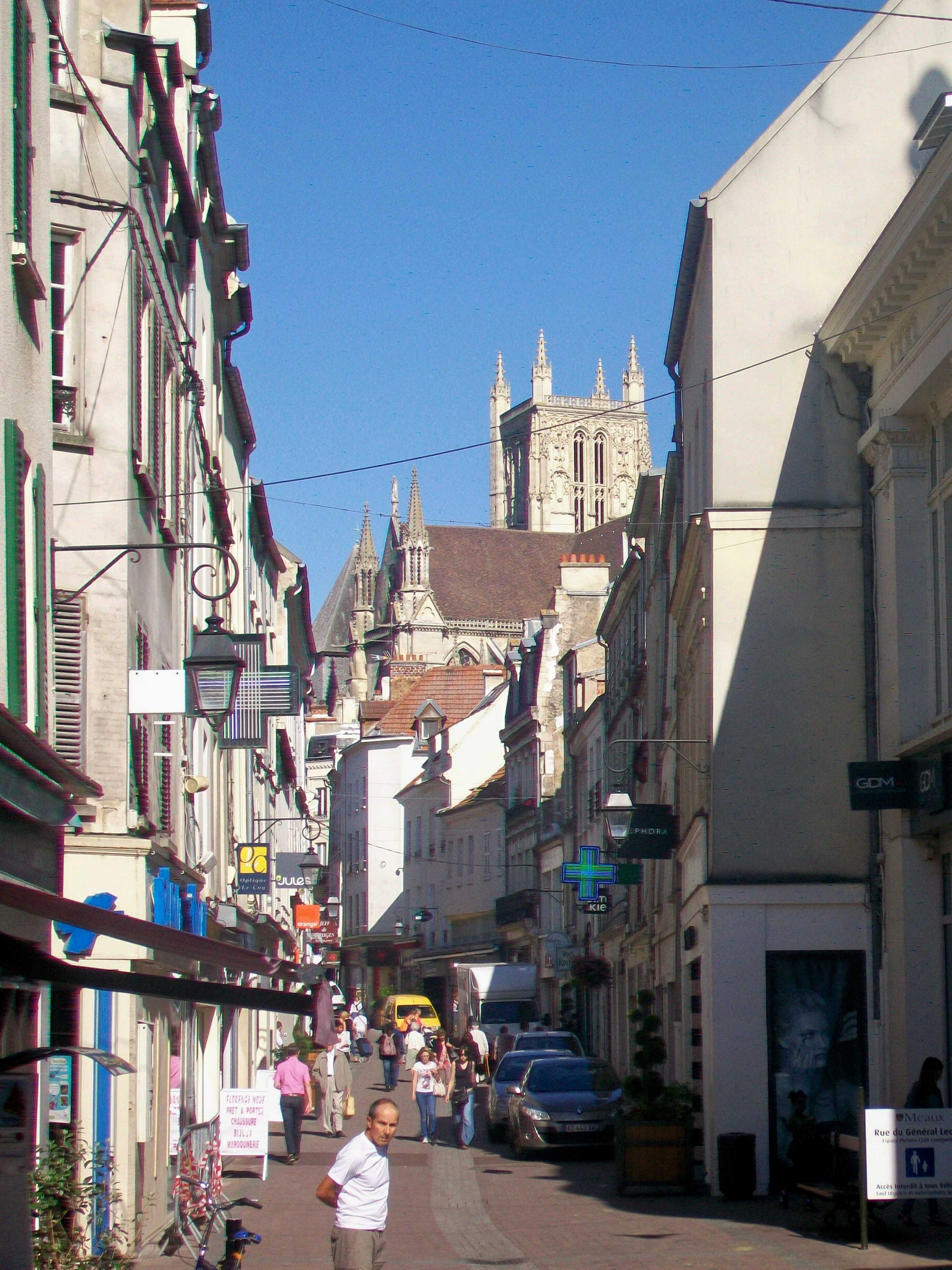
莫城老城的步行街

### 教育
莫城属于克雷泰伊学区。截止2018年1月1日，莫城境内共有17所幼儿园、18所小学、6所初级中学、5所普通高中和2所职业高中。2018至2019学年度，莫城境内共有在校中小学生9,123名。
在高等教育方面，莫城应用技术学院（IUT de Meaux）位于莫城市中心，隶属于巴黎东部克雷泰伊马恩河谷大学。

### 医疗
截止2018年1月1日，莫城境内共有全科医生66名、保健师62名、牙医29名、护士36名、耳科医生3名、眼科医生8名、皮肤科医生1名、助产士4名、儿科医生5名和妇科医生5名。境内共有药房19家，养老院4家，残疾人帮扶中心6家。
法兰西岛东部大医院（Grand Hôpital de l'Est Francilien）是塞纳-马恩省的公立医疗系统，总部设于莫城，是当地规模最大的公立综合性医院。

### 住房
2016年，莫城境内共有各类住房23,957套，其中91.2%为常住房屋。集中式居民区主要分布在市区东部的博瓦勒街区（Quartier Beauval）

### 商业
2017年，莫城境内共有各类商铺3,363家，其中餐饮服务类1,328家。市区西部和南部建有大型开放式商业街区。

### 体育
2018年，莫城境内共有2家游泳池、8间健身房、1座综合体育场、17处网球场、1处马术场、9处足球或橄榄球场以及3处篮球或排球场。
莫城教育体育俱乐部是当地的一支足球队，成立于1909年，2019至2020赛季参加法国足球戊级联赛。

### 环境
莫城的环境事务由其所属的公共社区负责。2017年，莫城境内共有8家污染企业。

### 治安
2014年，莫城及附近地区共发生各类案件4,783起，其中盗窃类案件2,719起，经济类案件445起，毒品交易类案件409起。

## 文化

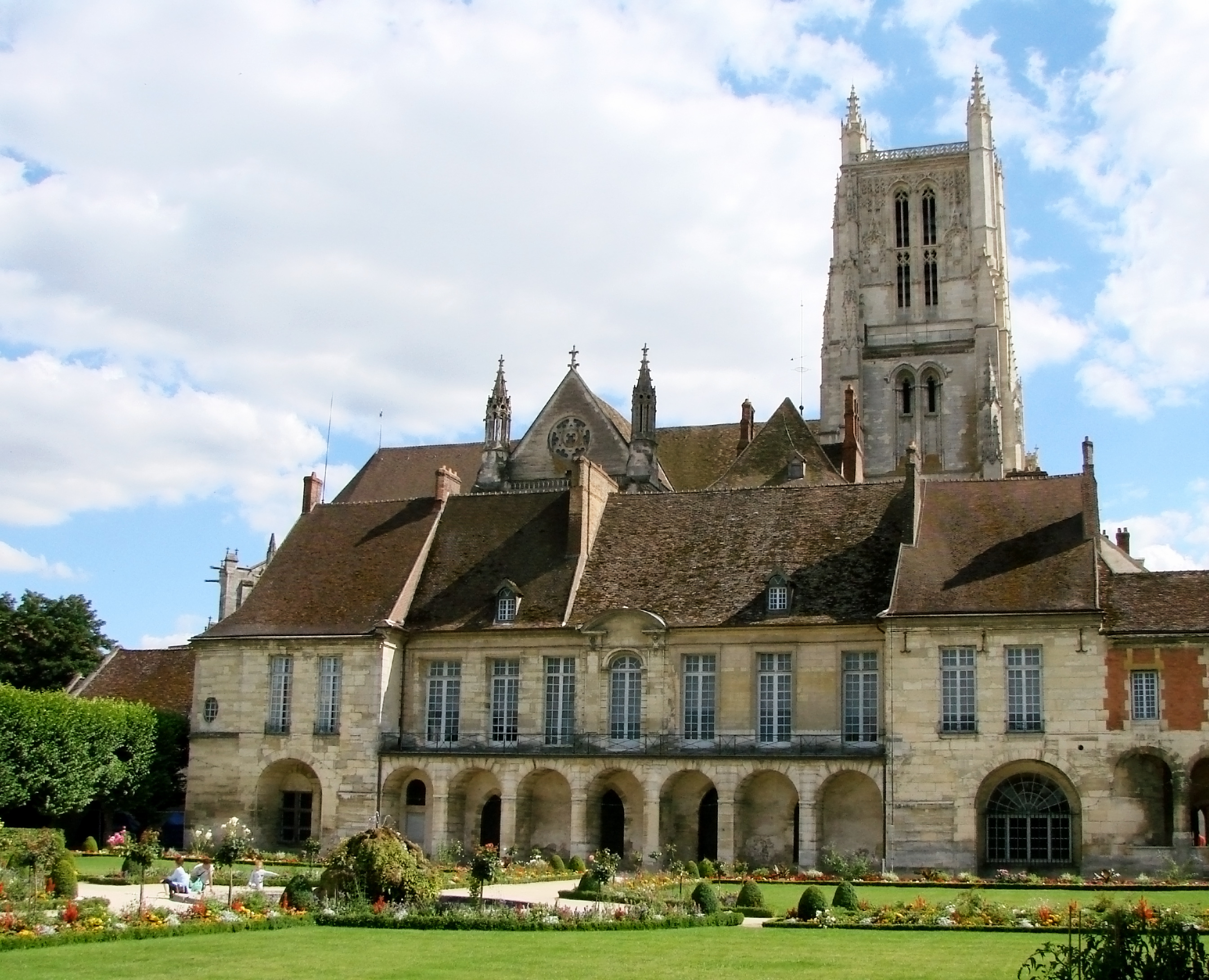
博叙埃博物馆

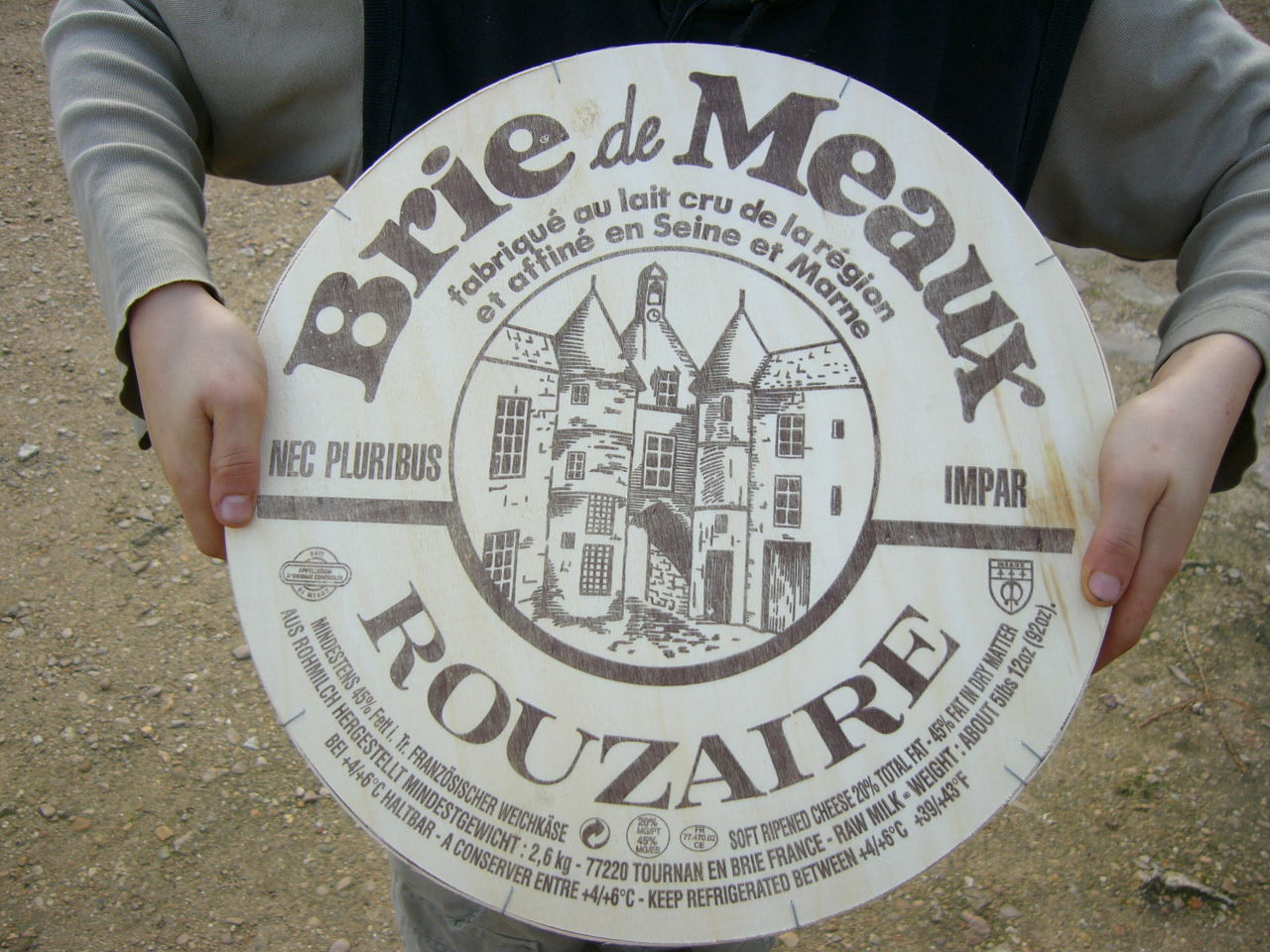
莫城布里奶酪

2018年，莫城境内共有2个剧场、1个电影院、2个博物馆和1个音乐厅。博叙埃博物馆是当地重要的文化设施，莫城地区世界大战博物馆则展示了第一次马恩河战役相关的文物和史料。莫城市政府下设两个市立图书馆（舍农索和卢森堡）。

### 建筑
莫城境内有多处法国国家文物保护单位，其中圣斯德望主教座堂、圣达米安教堂、旧讲坛等为当地的代表性建筑物。

### 旅游
2020年，莫城境内共有4个宾馆共计220间房间。

### 媒体
法国主要的媒体均可在莫城接收，法国电视三台下属的法兰西岛大区频道在部分时段播出莫城所属区域的地方新闻。

### 美食
莫城因布里奶酪而闻名，其已于1980年被列入法国原产地命名控制。

## 相关人物
法国说唱乐队Djadja et Dinaz长期活动于莫城。

## 友好城市
截至2020年5月，莫城共与两座城市互为友好城市关系：
- 德国 海利根豪斯
- 英格兰 巴西爾登